# 中國式病毒
在國際政治學中，中國式病毒是中國威脅論的一種，最早由明鏡新聞出版集團總裁何頻，於2015年6月3日在美國國會的中國委員會聽證會上提出。中國式病毒被專門用來指中華人民共和國利用其國際影響力造成的問題，也被歸類為反共言論。

## 定义
這個觀點認為，中華人民共和國雖然提出和平崛起口號，強調中國不進行軍事行動，干涉他國內政；但經由金錢外交及經濟力量，中国模式侵入西方社會，腐化了西方的價值觀，造成人權及世界文明的退化。其中一些体现为外国政府和企业慑于中国强大的经济实力，选择在外交和价值观上屈服，反过来进一步激发中华人民共和国推行所谓“中国模式”，进一步威胁世界秩序和安定。

## 历史
早在1949年中华人民共和国建立时，西方国家普遍就对中华人民共和国持疑虑态度，担忧其投向共产主义阵营实施社会主义公有制，威胁学校和工会的自主性。这种观点在朝鲜战争后被基本确立，自此西方国家和中华人民共和国的关系冷冻长达二十年，期间中华人民共和国也屡屡向外“输出革命”，策划推翻当地政府建立共产主义政权。1972年尼克松访华以及1979年两国建交后，中国放弃输出革命政策，中国再度被认为是一个地区稳定的基石。
2008年，美国记者里查德·贝哈尔在一篇有关中国在非洲的经济扩张的长篇报道中，使用了人体寄生虫痢疾内变形虫的比喻——那种寄生虫入侵人体，使人体免疫系统失灵，让人开始时不会有什么不适的感觉，但等到感觉不好时已经大事不妙。在贝哈尔看来，中国大陆对台灣的經濟制約與非洲的经济援助以及在非洲的经济扩张也颇有异曲同工之妙（但贝哈尔同时也承认，在非洲进行经济扩张的同时，中国确实也向非洲国家提供了其他国家所不能或不愿提供的大笔经济发展援助）。
2015年6月3日，何頻參與美国国会及行政当局中國委員會的聽證會，首次提出中國式病毒这一概念。在8月21日，他接受美國之音記者齊之豐專訪，更仔細的分析了他的論點。

## 看法
明鏡集團創辦人何频认为当今中国是一个集共产党的独裁、社会主义的极权和资本主义的贪婪之大成的混合物。美国由于奉行长期以来的联中制俄战略，一方面，美国希望支持中国的人权进步，另一方面，又希望和中国政府合作、搞好关系。他认为西方国家也参与了中国式病毒的制造。西方國家以为改革开放会给中国带来政治上的开放和民主，结果却是经济开放培植的经济力量反而成为中共巩固其独裁统治的本钱。西方的技术在很多时候很多情况下直接成了中共控制民众的工具，成了对付外部世界的武器。
哥伦比亚大学客座教授张博树将“中国式病毒”称为中国“恶的软实力”，“负能量软实力”。认为中共十八大以来，党国统治者在力图实现党国中兴、谋划内政外交新格局的过程中，正在形成一种新的架构，这个架构可以归结为党国政体和民族国家的结合，它可能具有世界史意义，体现了某种新的历史演进阶段。
《苹果日报》专栏作家李怡认为，香港成为了“中国式病毒”的最先冲击对象。西方世界由於經濟困境，正在對「中國式病毒」喪失免疫力，趨於功利，遷就邪惡。最新的例子，是英國在習近平來訪時，為經濟利益而放棄在人權問題上批評中共。
中华人民共和国的许多外交官都曾表态认为“中国式病毒”为代表的中国威胁论是西方对其民主体制不自信的表现。